# Inga jefensis
Inga jefensis là một loài thực vật có hoa trong họ Đậu. Loài này được Liesner & D'Arcy miêu tả khoa học đầu tiên.